# Wilhelm Lossen

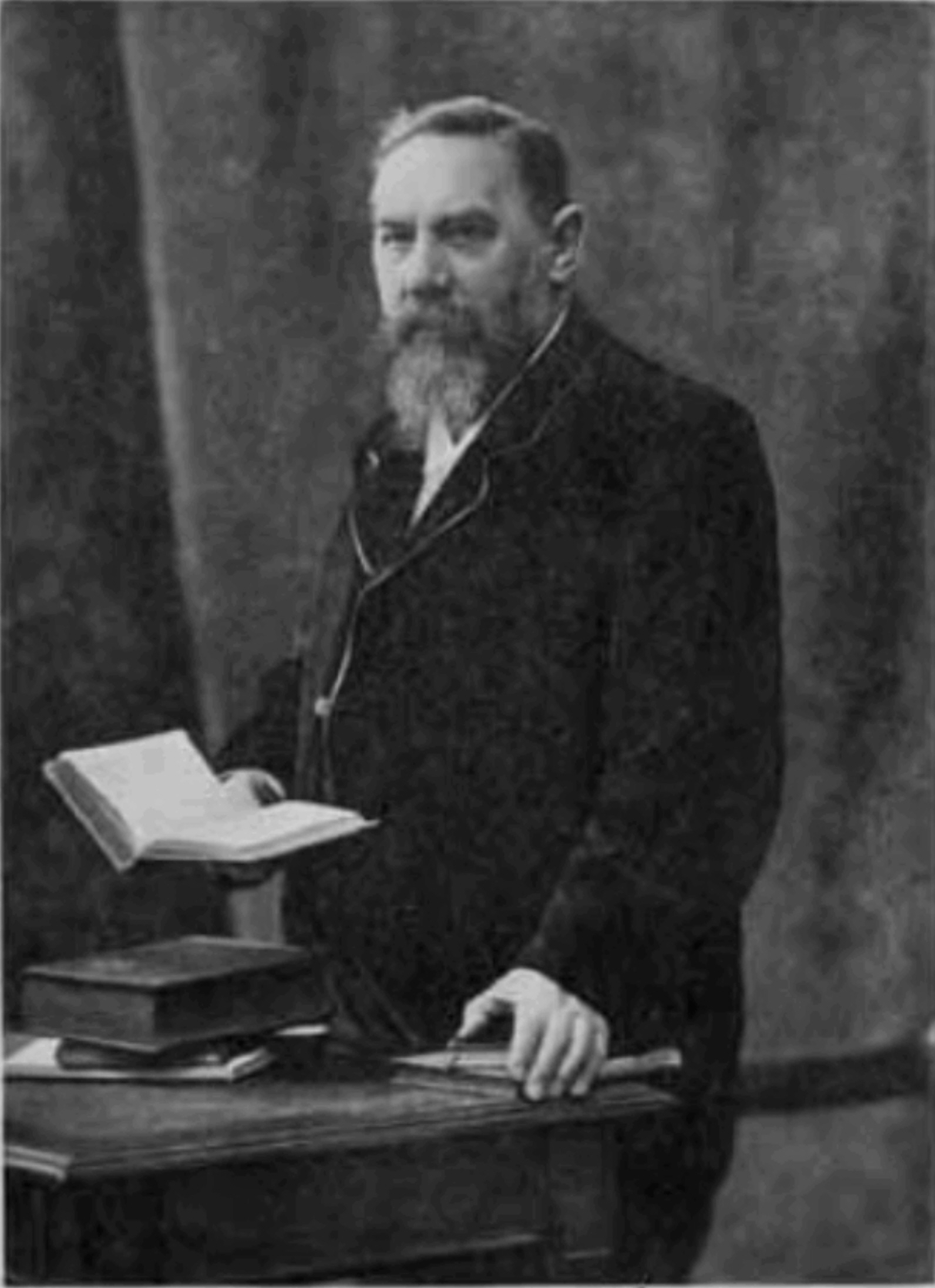
Wilhelm Lossen

Wilhelm Clemens Lossen (* 8. Mai 1838 in Kreuznach; † 29. Oktober 1906 in Aachen) war ein deutscher Chemiker. Er entdeckte die Summenformel des Kokains und das Hydroxylamin. Auch der Lossen-Abbau geht zurück auf seine Arbeiten.

## Leben
Lossen studierte ab 1857 in Gießen und Göttingen Naturwissenschaften und wurde nach seiner Promotion im Jahr 1862 Assistent in Karlsruhe. Bereits ein Jahr später wechselte er an die Universität Halle. Da er hier satzungsgemäß als Katholik nicht als Dozent zugelassen werden konnte, habilitierte er sich 1866 an der Universität Heidelberg, wo er ab 1870 als außerordentlicher Professor lehrte. 1877 wurde er als Chemieprofessor an die Albertus-Universität in Königsberg (Preußen) berufen und lehrte dort bis 1904. Im Jahr 1887 wurde er zum Mitglied der Leopoldina gewählt.
Er entdeckte 1862 die Summenformel des Kokains und 1875 das Hydroxylamin.
Als bekennender Katholik äußerte er sich auch zu religiösen und kirchenpolitischen Themen, etwa in der Kontroverse um Albert Ladenburgs Ablehnung eines persönlichen Gottes. Er war Gründungsmitglied der Görres-Gesellschaft, für die er in einer auf Akten der preußischen Regierung basierenden Studie die konfessionelle und regionale Verteilung der Hochschullehrer und Akademiker in Preußen darstellte.
Sein Bruder war der Geologe Karl August Lossen, beider Nichte die Schauspielerin Lina Lossen.
Lossen war verheiratet mit Bernardine Pelzer, Tochter des Aachener Bürgermeisters Ludwig Pelzer. Er war Mitglied der katholischen Studentenverbindung Borussia-Königsberg im KV.

## Veröffentlichungen

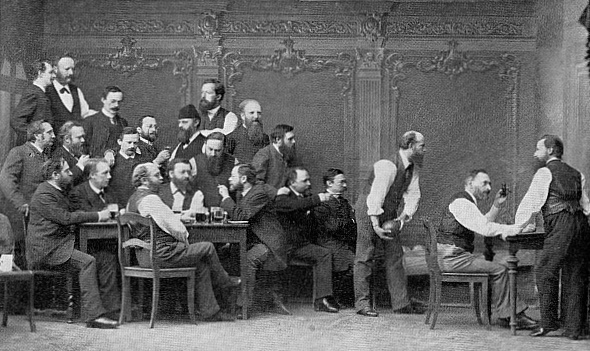
Lossen beim Kegeln des Vereins für wissenschaftliche Heilkunde in Königsberg

- Ausbildung und Examina der Chemiker. Heidelberg 1897.
- Der Anteil der Katholiken am akademischen Lehramte in Preussen : Nach statist. Untersuchungen, Schriftenreihe der Görres-Gesellschaft. J.P. Bachem, Köln 1901.
- Offener Brief an Albert Ladenburg und offene Anfrage an den Vorstand der Gesellschaft deutscher Naturforscher u. Aerzte. J.P. Bachem, Köln 1903.